# Gibeon (meteorit)
Meteorit Gibeon je meteorit iz skupine kovinskih meteoritov. Po notranji strukturi pripada skupini oktaedritov.

## Zgodovina
Meteorit Gibeon je padel na Zemljo v prazgodovinskih časih v Namibiji v bližini mesta Gibeon. Prvotno so ostanke meteorita uporabljali domačini za konice puščic.

V letu 1836  ga je našel James Edward Alexander. Nabral je nekaj kosov meteorita in jih odnesel v London, kjer so potrdili zunajzemeljski izvor najdbe. 

## Lastnosti
Ostanki meteorita Gibeon se najdejo na področju dolgem 275 in širokem 100 km.
Sestavlja ga zlitina niklja in železa, vsebuje pa tudi kobalt in fosfor. Kristalna struktura je takšna, da ga uvrščamo med oktaedrite, kaže pa izrazite Widmanstättenove vzorce.

Kemična sestava je naslednja: 
- železa 91,8 %
- niklja 7,7 %
- kobalta 0,5 %
- fosforja 0,04 %
- galija 1,97 ppm
- germanija 0,111 ppm
- iridija 2,4 ppm